# 佐佐木與文鳥小嗶
《佐佐木與文鳥小嗶》是Buncololi所著的日本輕小說，由監督擔綱插畫。2018年12月4日開始於KAKUYOMU、8日開始於成為小說家吧連載，2021年1月起經MF文庫J出版。改編漫畫亦於2021年1月起開始連載。改編電視動畫於2024年1月至3月播放，動畫製作公司是SILVER LINK.。2024年3月24日，宣布將製作動畫第2期。
本作獲得《這本輕小說真厲害！2022》單行本、Novels類別第1位。截至2021年11月，系列累積發行超過11萬本。

## 劇情概要
年近四十、有些不起眼的普通公司員工（社畜）佐佐木因為受到養了寵物的同事的影響，決心也要養寵物，意外地在寵物店與文鳥小嗶相遇並購買了牠。可實際上小嗶其實是異世界的賢者轉生而來，並擁有人類溝通的特殊能力。就這樣，佐佐木與小嗶開始了往返異世界與現實世界的新故事。

## 登場人物
以下為電視動畫的聲優。

### 主要人物
佐佐木（聲：杉田智和）
本作的主角。年近四十的普通公司員工（社畜）。聽了同事在養育寵物後身心得到療癒的感想後，為了追求相同的感覺，而在寵物店購買了文鳥小嗶。在得知了小嗶不但能與人類溝通，還是異世界轉生來的大賢者後，開始了與小嗶在一起的悠閒生活。因為與小嗶簽訂了契約，而也能像牠那樣運用魔力，並在小嗶的教導下學會了魔法。
小嗶（聲：悠木碧）
本作的另一位主角，能說人話的文鳥。其實是異世界轉生來的賢者，本名「畢耶爾卡洛」（ピエルカルロ），有著「星之賢者」的稱號，能使用各式各樣的魔法。前世一直守護著赫茲王國的和平，直到幾年前遭到貴族們的暗殺，才因此轉世來到日本。現在追求自由自在的生活。

### 死亡遊戲參加者
鄰居妹妹（聲：鬼頭明里）
住在佐佐木所住公寓的鄰居少女，中學生。因為母親放任不管的態度，總是在自家門前徘徊。佐佐木在同情下偶爾會給她麵包或零食充飢，使她對佐佐木有特別的好感，甚至達到了病嬌的程度。
姓氏为“黒須”，名字不详。
亞巴頓（聲：田村睦心）
參加天使與惡魔的代理戰爭的惡魔。

### 內閣府超常現象對策局
阿久津（聲：置鮎龍太郎）
超常現象對策局的課長。佐佐木與星崎小姐的上司。據本人所說是一名同性戀，並表示不會和局裡人發生關係。
星崎小姐（聲：高橋李依）
內閣府超常現象對策局的員工。異能力是操控水。佐佐木的前輩兼上司，化著超濃的妝，實際上是高中生。
二人靜（聲：大空直美）
與內閣府超常現象對策局作對的組織的成員。擁有能量吸收的異能力，實際年齡為三位數。曾與佐佐木為敵對關係，但因為佐佐木的魔法壓過了她的異能而對他感到興趣，於是向當局投降並轉到對策局工作。

### 非政府的異能力者
†漆黑的墮天使†（聲：小西克幸）
二人靜原隸屬的組織的首領，典型的秋葉原系宅男，“†漆黑的墮天使†”是他的網名。擁有妄想具現化的異能力。

### 魔法少女
魔法粉（聲：水瀨祈）
穿著有些髒汙的可愛少女風服裝的無家可歸少女。實為魔法少女，因為家族及朋友被異能者所殺害而憎恨著所有異能者，並試圖將他們全部殺死，本身不想當魔法少女，而殺了授予魔法的妖精，並製成圍巾。
被魔法黄称为“小夜子”，真实姓名不明。
魔法黄（聲：小原好美）
魔法粉襲擊管理局時所帶來的魔法少女。

### 異世界的居民
穆勒（聲：安元洋貴）
赫茲王國的貴族，故事初期爵位為子爵。起初佐佐木來到自己領地做生意時，因其提供的商品稀有且實用，而對佐佐木格外看重。因赫茲王國遭到歐根帝國的入侵，而被派往前線建立基地，但因時間過於倉促，只得委託佐佐木幫忙籌備物資，並因自身對已故「星之賢者」的尊敬，得以順利獲得佐佐木的協助。在戰爭期間，因救下了亞德尼斯王子，而被晉升為伯爵。
艾莎·穆勒（聲：富田美憂）
穆勒子爵的女兒。
塞巴斯蒂安（聲：玄田哲章）
服侍穆勒子爵家族多年的管家。在戰爭期間，因聽聞穆勒子爵的死訊，而勾結外人，試圖將子爵家吞併，後因穆勒子爵，在佐佐木的幫助下順利歸來，導致計畫敗露。
亞德尼斯王子（聲：福山潤）
赫茲王國的第二王子。
馬克（聲：岩田光央）
哈曼商會的商人。在赫茲王國與歐根帝國的戰爭結束後，因哈曼會長的忌妒，而被其陷害，險些遭到迪特里希伯爵處死，所幸在佐佐木等人的幫助下，得以順利被釋放，並在事後接受佐佐木的委託，成為盧恩格共和國的馬克商會會長。
法蘭奇（聲：浪川大輔）
異世界的廚師。被同事誣陷而被老闆趕走時被佐佐木發現，並將他挖來當作自己開的餐廳的主廚。
馬克西米利安·穆勒（聲：岸尾大輔）
穆勒子爵的長子
凱·穆勒（聲：梶原岳人）
穆勒子爵的次子。
瑪麗（聲：野椛ゆうか）
穆勒給佐佐木安排的女僕。佐佐木不在異世界期間，負責打理其位於異世界的居所。
約瑟夫（聲：綠川光）
盧恩格共和國的凱普勒商會會長。在佐佐木的委託下，協助其在盧恩格共和國成立新商會，並與其有密切的商業往來。
迪特里希（聲：乃村健次）
赫茲王國的貴族，爵位為伯爵。所屬家族過去以來，一直與穆勒家族為敵對關係，政治立場上也屬於第一王子派系，但實則是個相當有愛國心的貴族。
哈曼（聲：島田敏）
哈曼商會的會長。
馬堤斯（聲：赤羽根健治）

## 出版書籍

### 輕小說
| 卷數 | KADOKAWA | KADOKAWA       | KADOKAWA               | 東立出版社                                                                                         | 東立出版社    | 東立出版社                                                  |
| 卷數 | 副標題   | 發售日期       | ISBN                   | 副標題                                                                                             | 發售日期      | ISBN                                                        |
| ---- | -------- | -------------- | ---------------------- | -------------------------------------------------------------------------------------------------- | ------------- | ----------------------------------------------------------- |
| 1    |          | 2021年1月25日  | ISBN 978-4-04-065932-9 | 想在異世界享受悠哉生活， 卻在現代被捲入異能戰鬥 ～魔法少女好像開始熱身了～                         | 2022年1月17日 | ISBN 978-957-268-314-9（首刷限定版） ISBN 978-957-268-313-2 |
| 2    |          | 2021年3月25日  | ISBN 978-4-04-065933-6 | 在現代異能戰鬥中用異世界魔法開無雙後， 魔法少女就來踢館了 ～難道要參加死亡遊戲嗎？～               | 2022年9月12日 | ISBN 978-626-718-638-1（首刷附錄版） ISBN 978-626-718-637-4 |
| 3    |          | 2021年5月25日  | ISBN 978-4-04-065934-3 | 在異世界奇幻裡， 異能戰鬥和魔法少女和死亡遊戲都不是我的對手 ～我是這麼想的，但局勢變得詭異起來了～ | 2023年2月20日 | ISBN 978-626-347-647-9（首刷附錄版） ISBN 978-626-347-646-2 |
| 4    |          | 2021年11月25日 | ISBN 978-4-04-680915-5 | 能力者和魔法少女把死亡遊戲陣營捲了進來， 開始大打出手 ～於此同時，巨大怪獸也造訪日本了～           | 2023年6月1日  | ISBN 978-626-360-326-4                                      |
| 5    |          | 2022年5月25日  | ISBN 978-4-04-681406-7 | 背叛、謀略、政變！ 異世界的王位之爭塵埃落定 ～現代世界迎來期盼已久的日常篇，卻開啟了困難模式～     | 2023年11月2日 | ISBN 978-626-360-890-0                                      |
| 6    |          | 2022年11月25日 | ISBN 978-4-04-682034-1 | 不明飛行物自宇宙彼端來襲！ ～造訪地球宣告要滅亡人類的外星生命體好像是個地雷系～                    | 2024年2月6日  | ISBN 978-626-020-117-3                                      |
| 7    |          | 2023年5月25日  | ISBN 978-4-04-682035-8 | 模擬家庭誕生！ ～渴望溫暖家庭的么女，以及我行我素的一家人～                                        | 2024年4月12日 | ISBN 978-626-021-243-8（首刷附錄版）                        |
| 8    |          | 2024年1月25日  | ISBN 978-4-04-682036-5 | 故事的舞台來到學校，大家相親相愛的戀愛喜劇篇 ～得到真愛的會是誰？～                                | 2024年8月8日  | ISBN 978-626-021-478-4（首刷附錄版）                        |
| 9    |          | 2024年7月25日  | ISBN 978-4-04-683798-1 | 影片分享平台流量戰爆發！ ～鄰居妹妹當上VTuber一戰成名～                                            | 2025年1月9日  | ISBN 978-626-022-895-8（首刷附錄版）                        |
| 10   |          | 2025年1月24日  | ISBN 978-4-04-684449-1 | 外派國外！高薪挖角！就地錄用！ ～不會說英語的社畜被派到國外，竟然被黑幫錄用了～                    | 2025年7月28日 | ISBN 978-626-024-364-7                                      |
| 11   |          | 2025年6月25日  | ISBN 978-4-04-684886-4 | |               |                                                             |

### 漫畫
| 卷數 | KADOKAWA      | KADOKAWA               | 台灣角川      | 台灣角川               |
| 卷數 | 發售日期      | ISBN                   | 發售日期      | ISBN                   |
| ---- | ------------- | ---------------------- | ------------- | ---------------------- |
| 1    | 2021年6月25日 | ISBN 978-4-04-111378-3 | 2023年7月20日 | ISBN 978-626-35-2721-8 |
| 2    | 2022年6月24日 | ISBN 978-4-04-112119-1 | 2023年7月20日 | ISBN 978-626-35-2722-5 |
| 3    | 2023年8月25日 | ISBN 978-4-04-114121-2 | 2024年4月25日 | ISBN 978-626-37-8827-5 |
| 4    | 2024年7月25日 | ISBN 978-4-04-114892-1 | 2025年4月17日 | ISBN 978-626-41-5580-9 |
| 5    | 2025年6月25日 | ISBN 978-4-04-115960-6 |               |                        |

## 迴響
本作獲得《這本輕小說真厲害！2022》單行本、Novels類別第1位，新作類別的第4位，綜合排名第9位。
截至2021年11月，系列累積發行超過11萬本。

## 電視動畫
2022年7月24日，在MF文庫J「夏之學園祭2022」特別網絡節目中，宣佈將獲改編為電視動畫。兩名主角的聲優沿用宣傳片的人選。2023年7月23日，在MF文庫J「夏之學園祭2023」特別網絡節目中，宣佈動畫定於2024年首播，並公開前導視覺圖和主要製作人員陣容，以及再多兩名角色的聲優。   　

### 製作人員
- 原作：Buncololi
- 人物原案：監督
- 導演：湊未來
- 系列構成、編劇：赤尾凸
- 人物設定：仲敷沙織
- 動畫製作：SILVER LINK.[40]

### 主題曲
第一季
片頭曲「FLY」
作詞：LIN、YUKI，作曲：pw.a、Yuka Niiyama，編曲：pw.a，主唱：MADKID
第1話用作片尾曲
片尾曲
作词：佐野仁美，作曲：佐野仁美、渡边俊哉，编曲：渡边俊哉，主唱：大西亚玖璃
第1話未使用

### 各話列表
| 第1話  | 現代與異世界 （）             | 赤尾凸     | 湊未來 沖田宮奈 | 湊未來 伊部勇志 大内大和 廣田陽香 | 澤入祐樹 前嶋弘史 井上美香 永田正美 和田祐二 Beep Vista Rad Plus 曉・火鳥動畫製作集團 BigOwl 株式會社 星律                   | 仲敷沙織                   | 2024年 1月5日 |
| 第2話  | 首次上工與搭檔 （）           | 赤尾凸     | 沖田宮奈        | 伊部勇志                          | 坪田慎太郎 工藤公圣 木下由美子 西岛圭祐 Beep Studio Gram Studio CL Studio Myu Green Vista 晓・火鸟动画制作集团               | 仲敷沙織 山吉一幸          | 1月12日       |
| 第3話  | 戰爭與大小姐 （）             | 赤尾凸     | 澤井幸次        | 菱川直樹                          | 永田有香 村上真紀 株式會社 星律 24FPS Studio EverGreen Studio Myu BigOwl                                                     | 仲敷沙織                   | 1月19日       |
| 第4話  | 王子與賢者 （）               | 西久保明久 | 岩畑剛一        | 廣田陽香                          | 武志鵬 櫻井拓郎 BEEP VISTA REVIVAL BigOwl Rad Plus                                                                           | 仲敷沙織 澤入祐樹          | 1月26日       |
| 第5話  | 魔法大叔與第三個世界 （）     | 赤尾凸     | 西森章          | 菱川直樹                          | 永田正美 小澤和則 龍光 BigOwl                                                                                                | 仲敷沙織 澤入祐樹          | 2月2日        |
| 第6話  | 面試與招待 （）               | 赤尾凸     | 海野            | 井上美香                          | 井上美香 和田祐二 BEEP Studio CL                                                                                             | 澤入祐樹 大島美和          | 2月9日        |
| 第7話  | 武力與政治力 （）             | 星野七海   | 澤井幸次        | 山本隆泰                          | 24FPS Studio EverGreen Studio Myu                                                                                            | 仲敷沙織                   | 2月16日       |
| 第8話  | 懷疑與觀光 （）               | 星野七海   | 金澤洪充        | 大內大和                          | 金正男 島田英明 前園薰 石田誠也 櫻井拓郎 星野美波 和田祐二 曉・火鳥動畫製作集團                                              | 仲敷沙織 澤入祐樹 大島美和 | 2月23日       |
| 第9話  | 處刑與交涉 （）               | 西久保明久 | 海野            | 菱川直樹                          | CJT | 仲敷沙織 澤入祐樹          | 3月1日        |
| 第10話 | 價值與尊嚴 （）               | 西久保明久 | 奥田誠治        | 前嶋弘史 井上美香                 | 清水椋大 鈴木孝典 矢田起也 山本道隆 藤彩七 田倉佳乃 川本和隆 熊井野乃 齋花 門松杜和 竹内寬 北村美岬 櫻井拓郎 坪田慎太郎 BEEP | 仲敷沙織 澤入祐樹          | 3月8日        |
| 第11話 | 妄想與攻略 （）               | 赤尾凸     | 山本秀世        | 菱川直樹                          | 永田正美 BigOwl | 仲敷沙織 澤入祐樹          | 3月15日       |
| 第12話 | 現代與異世界與第四個世界 （） | 赤尾凸     | 湊未來 渡邊慎一 | 大內大和                          | 和田祐二 BEEP 無錫極速蝸牛動畫 LO Studio 合肥板繪動畫 曉・火鳥動畫製作集團 Studio EverGreen 24FPS 育松動畫製作公司           | 仲敷沙織 澤入祐樹          | 3月22日       |

### 播映平台
| 播映地區 | 播映平台                 | 播映日期              | 播映時間              | 備註   |
| 第一季   | 第一季                   | 第一季                | 第一季                | 第一季 |
| -------- | ------------------------ | --------------------- | --------------------- | ------ |
| 臺灣     | 巴哈姆特動畫瘋           | 2024年1月5日－3月22日 | 星期五 20:30（UTC+8） |        |
| 臺灣     | 中華電信MOD              | 2024年1月5日－3月22日 | 星期五 20:30（UTC+8） |        |
| 臺灣     | Hami Video               | 2024年1月5日－3月22日 | 星期五 20:30（UTC+8） |        |
| 臺灣     | LiTV 線上影視            | 2024年1月5日－3月22日 | 星期五 20:30（UTC+8） |        |
| 臺灣     | MyVideo                  | 2024年1月5日－3月22日 | 星期五 20:30（UTC+8） |        |
| 臺灣     | friDay影音               | 2024年1月5日－3月22日 | 星期五 20:30（UTC+8） |        |
| 臺灣     | bbTV                     | 2024年1月5日－3月22日 | 星期五 20:30（UTC+8） |        |
| 臺灣     | KKTV                     | 2024年1月5日－3月22日 | 星期五 20:30（UTC+8） |        |
| 臺灣     | LINE TV                  | 2024年1月5日－3月22日 | 星期五 20:30（UTC+8） |        |
| 臺灣     | 亂搭                     | 2024年1月5日－3月22日 | 星期五 20:30（UTC+8） |        |
| 臺灣     | Muse木棉花-TW YouTube    | 2024年1月5日－3月22日 | 星期五 20:30（UTC+8） |        |
| 香港     | Viu OTT                  | 2024年1月5日－3月22日 | 星期五 20:30（UTC+8） |        |
| 香港     | Viu 頻道自選服務 (now E) | 2024年1月5日－3月22日 | 星期五 20:30（UTC+8） |        |

### BD／DVD
| 卷數   | 發售日期      | 收錄話數       | 規格編號  | 規格編號   |
| 卷數   | 發售日期      | 收錄話數       | BD        | DVD        |
| 第一季 | 第一季        | 第一季         | 第一季    | 第一季     |
| ------ | ------------- | -------------- | --------- | ---------- |
| 1      | 2024年3月27日 | 第1話 - 第4話  | KAXA-8781 | KABA-11511 |
| 2      | 2024年4月24日 | 第5話 - 第8話  | KAXA-8782 | KABA-11512 |
| 3      | 2024年5月29日 | 第9話 - 第12話 | KAXA-8783 | KABA-11513 |

## 來源
1. ↑  . ln-news.com. 2021-01-22  [2021-12-05]. （原始内容存档于2021-12-05）.
2. ↑  . コミックナタリー (ナターシャ). 2024-03-24  [2024-03-24]. （原始内容存档于2024-03-30）.
3. ↑  . MF文庫J.   [2021-12-24]. （原始内容存档于2021-12-05）.
4. 1 2 3 4 5 6 7 8 9 10 11 12 13  . 電視動畫《佐佐木與文鳥小嗶》官方網站.   [2023-12-06]. （原始内容存档于2023-11-16） （日语）.
5. ↑  . KADOKAWA.   [2022-11-04]. （原始内容存档于2022-11-07） （日语）.
6. ↑  . 東立出版社.   [2022-11-04] （中文（臺灣））.
7. ↑  . KADOKAWA.   [2022-11-04]. （原始内容存档于2022-11-09） （日语）.
8. ↑  . 東立出版社.   [2022-11-04]. （原始内容存档于2022-11-04） （中文（臺灣））.
9. ↑  . KADOKAWA.   [2022-11-04]. （原始内容存档于2022-11-20） （日语）.
10. ↑  . 東立出版社.   [2023-02-20]. （原始内容存档于2023-05-09） （中文（臺灣））.
11. ↑  . KADOKAWA.   [2022-11-04]. （原始内容存档于2022-11-07） （日语）.
12. ↑  . 東立出版社.   [2023-06-01]. （原始内容存档于2023-06-01） （中文（臺灣））.
13. ↑  . KADOKAWA.   [2022-11-04]. （原始内容存档于2022-11-20） （日语）.
14. ↑  . 東立出版社.   [2023-11-02]. （原始内容存档于2023-11-02） （中文（臺灣））.
15. ↑  . KADOKAWA.   [2022-12-03]. （原始内容存档于2022-11-28） （日语）.
16. ↑  . 東立出版社.   [2024-02-06]. （原始内容存档于2024-02-09） （中文（臺灣））.
17. ↑  . KADOKAWA.   [2023-05-13]. （原始内容存档于2023-05-13） （日语）.
18. ↑  . 東立出版社.   [2024-04-12]. （原始内容存档于2024-06-03） （中文（臺灣））.
19. ↑  . KADOKAWA.   [2024-02-26]. （原始内容存档于2024-01-24） （日语）.
20. ↑  . 東立出版社.   [2024-08-08] （中文（臺灣））.
21. ↑  . KADOKAWA.   [2024-09-21]. （原始内容存档于2024-12-24） （日语）.
22. ↑  . 東立出版社.   [2025-01-09]. （原始内容存档于2025-03-06）.
23. ↑  . KADOKAWA.   [2025-01-31]. （原始内容存档于2025-01-25） （日语）.
24. ↑  . KADOKAWA.   [2025-05-28] （日语）.
25. ↑  . KADOKAWA.   [2022-11-04]. （原始内容存档于2022-11-06） （日语）.
26. ↑  . 台灣角川.   [2023-07-22]. （原始内容存档于2023-07-22） （中文（臺灣））.
27. ↑  . 台灣角川.   [2023-07-22]. （原始内容存档于2023-07-22） （中文（臺灣））.
28. ↑  . KADOKAWA.   [2022-11-04]. （原始内容存档于2022-07-06） （日语）.
29. ↑  . KADOKAWA.   [2023-11-02]. （原始内容存档于2023-07-09） （日语）.
30. ↑  . 台灣角川.   [2024-08-08]. （原始内容存档于2025-01-15） （中文（臺灣））.
31. ↑  . KADOKAWA.   [2024-09-21]. （原始内容存档于2024-11-30） （日语）.
32. ↑  . 台灣角川.   [2025-04-18]. （原始内容存档于2025-04-15）.
33. ↑  . KADOKAWA.   [2025-06-26] （日语）.
34. ↑  . Fami通.com. 2021-11-25  [2022-09-18]. （原始内容存档于2022-09-22） （日语）.
35. ↑  . 日本: 寶島社. 2021. ISBN 978-4-2990-2264-6. OCLC 1288965297.
36. ↑  . ln-news.com. 2021-12-04  [2021-12-05]. （原始内容存档于2021-12-24） （日语）.
37. ↑  MF文庫J『夏の学園祭2022』特別番組配信 （页面存档备份，存于）. KADOKAWA Anime YouTube頻道. 2022-07-24. [2022-07-24]. （日語）
38. ↑  @sasaki_pichan.  (推文). 2022-07-24  [2022-07-24] –Twitter （日语）.
39. ↑  @sasaki_pichan.  (推文). 2023-07-23  [2023-07-23] –Twitter （日语）.
40. 1 2  . Natalie. 2023-07-23  [2023-07-23]. （原始内容存档于2023-07-24） （日语）.

## 外部連結
- 小說連載網站（日語）
- MF文庫J特設網站（日語）
- 漫畫連載網站（日語）
- 電視動畫官方網站（日語）
- 佐佐木與文鳥小嗶的X（前Twitter）（日語）